# Nigrita
Nigrita (in greco Νιγρίτα?) è un ex comune della Grecia nella periferia della Macedonia Centrale (unità periferica di Serres) con 9.783 abitanti secondo i dati del censimento 2001.
È stato soppresso a seguito della riforma amministrativa, detta Programma Callicrate, in vigore dal gennaio 2011 ed è ora compreso nel comune di Visaltia.

## Località
Nigrita è suddivisa nelle seguenti comunità:
- Anthi
- Flampouro
- Nigrita
- Terpni
- Therma